# Ansonville
Ansonville é uma cidade  localizada no estado norte-americano de Carolina do Norte, no Condado de Anson.

## Demografia
Segundo o censo norte-americano de 2000, a sua população era de 636 habitantes. 
Em 2006 foi estimada uma população de 606, um decréscimo de 30 (-4.7%).

## Geografia
De acordo com o United States Census Bureau, a localidade tem uma área de 3,8 km²,sem área coberta por água. Ansonville localiza-se a aproximadamente 91 m acima do nível do mar.

## Localidades na vizinhança
O diagrama seguinte representa as localidades num raio de 20 km ao redor de Ansonville. 